# Libro de Enoc
El Libro de Enoc o Libro de Henoc (abreviado 1 Enoc) es un libro intertestamentario, que forma parte del canon de la Biblia de la Iglesia ortodoxa de Etiopía y la Iglesia ortodoxa de Eritrea, pero no es reconocido como canónico por las demás Iglesias cristianas o personas judías.
La obra es una compilación, y sus componentes fueron escritos en Israel por judíos de las escuelas ortodoxas jasídica o farisea. Su carácter compuesto aparece claramente a partir de las diferencias palpables en la escatología, en los puntos de vista sobre el origen del pecado y del carácter e importancia del Mesías que se encuentran en partes delimitadas por diversidad del asunto. Los críticos coinciden en que las partes más antiguas son las incluidas en los capítulos I - XXXVI y (en términos generales) LXXI - CIV 
Una investigación dirigida por el reverendo inglés Robert Charles, divide esta parte en al menos dos componentes distintos. El análisis y la datación de Charles son:
- I- XXXVI, la parte más antigua, compuesta antes del año 170 a. C.;
- XXXVII - LXX, LXXXIII - XC, escrita entre 166-161 a. C.;
- los capítulos XCI – CIV entre los años 134-95 a. C.;
- el Libro de las Parábolas entre 94 - 64 a. C.;
- el Libro de la Física Celestial, LXXII - LXXVIII, LXXXII, LXXIX, de fecha indeterminada.[1]

También conocido como '1 Enoc' (en ge'ez: maṣḥafa hēnok), atribuido a  Enoc, el bisabuelo de Noé. El libro de Enoc contiene material único sobre los orígenes de los demonios y gigantes (nefilim), e inclusive sirenas (cap. XIX, 2), y sobre por qué algunos ángeles cayeron del cielo, así como una explicación de por qué el diluvio, como es narrado en el Génesis, habría sido moralmente necesario, y una exposición profética del reinado de mil años del Mesías.

## Contenido
La primera parte del Libro de Enoc describe la caída de los Vigilantes, los ángeles que engendraron a los Nefilim. El resto del libro describe las visitas de Enoch al cielo en forma de viajes, visiones y sueños, y sus revelaciones.
El libro consta de cinco secciones principales bastante distintas:
- El libro de los vigilantes (1 Enoc 1–36)
- El libro de las parábolas de Enoc (1 Enoc 37–71) (también llamado Similitudes de Enoc)
- El Libro astronómico (1 Enoc 72–82) (también llamado el Libro de las Luminarias Celestiales o Libro de Luminarias)
- El libro de las visiones de los sueños (1 Enoch 83–90) (también llamado el Libro de los sueños)
- La epístola de Enoc (1 Enoc 91–108)

La mayoría de los estudiosos creen que estas cinco secciones fueron originalmente obras independientes (con diferentes fechas de composición), en sí mismas producto de muchos arreglos editoriales, y solo más tarde fueron redactadas en lo que ahora se llama 1 Enoc.

## Manuscritos
Las únicas versiones íntegras de este libro que se conservan están en ge'ez, lengua litúrgica de la Iglesia etíope,  pero son conocidas varias partes en griego, y un fragmento en latín. También ha sido encontrado, en Antínoe, un fragmento en copto (93:3-8) y, además en Qumrán fueron hallados múltiples fragmentos en arameo y uno en hebreo (4Q317). La tradición atribuía su autoría a Enoc (transcrito también como Henoc o en inglés Enoch), bisabuelo de Noé. En la actualidad hay muchos opositores del Libro y su contenido debido a su descripción detallada de los motivos del diluvio y el futuro de la humanidad. 

## Diferenciación
Se conocen otros tres Libros de Enoc: el Segundo Libro de Enoc 
(2 Enoc), escrito a finales del siglo I o después y conservado en eslavo eclesiástico; el más tardío (de composición posterior al siglo V), Tercer Libro de Enoc (3 Enoc), en hebreo; y el Enoc copto (4 Enoc), que data del siglo V y del cual apenas se han encontrado partes. Este artículo solo hace referencia a 1 Enoc.

## Partes
El libro que hoy se conoce fue editado tal vez en el siglo I de nuestra era, y consta de varias partes escritas entre los siglos III a. C. y I d. C. Estas partes son:
Libro del JuicioCapítulos 1 al 5, trata las palabras de bendición de Enoc a los justos, que vivirán cuando los impíos sean condenados. Se estima que su composición data de antes del 200 a. C..
Libro de los Vigilantes o Caída de los ángelesCapítulos 6 a 36, se centra en el tema de los Vigilantes (ángeles) que interpretando Génesis, dice que estos ángeles tuvieron relaciones sexuales con mujeres y engendraron gigantes (nephilim), seres famosos que desataron la violencia sobre la tierra y pervirtieron a la humanidad. Además, el Libro de los Vigilantes se caracteriza por unir y complementar las historias de los Vigilantes con la historia del Diluvio universal, presentes en el génesis, y hace una descripción detallada del mundo y los cielos en las fábulas e imaginería popular judaica de su tiempo. Fue escrito antes del 160 a. C.
Libro de las parábolas o El mesías y el reinoCapítulos 37 a 71, de carácter mesiánico, profetiza la venida del Hijo del Hombre, la caída de los reyes y poderosos y el día del Elegido. Es la única parte que no se ha encontrado en los manuscritos de Qumrán. Escrito después del 63 a. C. a finales del siglo I a. C. o en el siglo I.
Libro del cambio de las luminarias celestiales o Libro astronómicoCapítulos 72 a 82, expone en detalle el antiguo calendario solar hebreo, en concordancia con el Libro de los Jubileos, que en 4.17 cita este libro de las luminarias del cielo. Fue escrito entre el 250 y el 190 a. C.
Libro de los sueñosCapítulos 83 a 90, refiere dos visiones apocalípticas obtenidas por Enoc en sueños; la primera simplemente anuncia que la Tierra será destruida y la segunda es una historia de la humanidad y de Israel hasta el fin de los tiempos, en la que los actores son representados como animales simbólicos. Escrito entre los años 161 y 125 a. C.
Carta de Enoc y Apocalipsis de las semanasCapítulos 91 a 105, divide la historia en diez «semanas», interpretando el pasado y proyectándose escatológicamente al futuro. Escrito después del año 135 a. C., probablemente entre el 110 y el 60 a. C.
FragmentosCapítulos 106 y 107, parecen ser una parte del Libro de Noé, que se ha perdido pero que está presente en los manuscritos del Mar Muerto. Predice los crímenes de la humanidad y el advenimiento de tiempos mesiánicos con el triunfo de los justos. El capítulo 108 explícitamente dice que es otro Libro de Enoc y falta en varios manuscritos.

## Composición
Algunos autores consideran que el Libro de los Vigilantes fue, al menos en parte, redactado hacia el 400 a. C., pero la mayoría estima que las primeras secciones fueron compuestas en el siglo II antes de Cristo, a más tardar en 166 a. C.. Los autores podrían depender en parte del Pentateuco, y habrían ampliado las secciones de Génesis, Números y Deuteronomio. Por ejemplo, 1 Enoc 1:9 (la cita en la epístola de Judas 1:14-15) podría ser originalmente un midrash de Deuteronomio 33:2.
- Deuteronomio 33:2: Dijo: "Yahveh vino de Sinaí y de Seir les esclareció; resplandeció desde el monte de Parán y vino con diez mil santos; con la ley de fuego a su diestra".
- 1 Enoc 1:9 "El Señor vino con muchos millares de Sus santos, para ejecutar juicio sobre todos, y para condenar a todos los impíos de todas sus obras de impiedad, que han hecho impíamente, y de todas las cosas ofensivas (duras) que pecadores impíos dijeron contra El."
- 1 Enoc 60:8 Enoc, séptimo desde Adán
- Judas 1:14 De los cuales también profetizó Enoc, séptimo desde Adán, diciendo: He aquí, el Señor ha venido con sus santos millares, 15 A hacer juicio contra todos, y á convencer a todos los impíos de entre ellos tocante a todas sus obras de impiedad que han hecho impíamente, y a todas las cosas duras que los pecadores impíos han hablado contra él.

El libro astronómico es anterior al Libro de los Jubileos y por lo tanto se remonta por lo menos al siglo III a. C. Algunos de los fragmentos de esta parte encontrados en Qumrán han sido datados por los paleógrafos a finales de ese siglo. El calendario solar que expone fue el adoptado por la comunidad de Qumrán, la cual consideraba que así como Israel se había desviado del verdadero camino y del testimonio justo, el calendario oficial erraba al determinar las fechas de las fiestas establecidas en la Torá.

## Contenido
Se trata de un libro apocalíptico perteneciente a la apocalíptica judía.
En el capítulo 7 (7, 3-6) narra la caída de los Vigilantes, que engendraron con mujeres a los nephilim o ‘gigantes’. (A estos también se refiere el pasaje de Génesis 6:1-7):

Ellos devoraron todo el trabajo de los hombres hasta que estos ya no alcanzaron alimentarlos más. Entonces los gigantes se volvieron contra los hombres y empezaron a devorarlos y empezaron a pecar contra los pájaros, y contra las bestias y los peces y a devorar unos la carne de los otros y se bebieron la sangre. Entonces la tierra acusó a los violentos por todo lo que se había hecho en ella.

Se acusa a los ángeles guardianes por haber desviado su misión y encarnado la explotación, la opresión, la destrucción de los ecosistemas, la guerra, el oro, la vanidad, la brujería, la fornicación y el engaño (8:1-3). «Y como parte de la humanidad era aniquilada, su clamor subió al cielo» (8: 4). Los arcángeles Miguel, Sariel (Uriel), Rafael y Gabriel, al ver la sangre derramada y la injusticia se dijeron que «la tierra desolada grita hasta las puertas del cielo por la destrucción de sus hijos». Dios los envía entonces a encadenar a los Vigilantes y a destruir a los gigantes «pues han oprimido a los humanos». Los ángeles caídos rogaron a Enoc que intercediese por ellos y los gigantes ante Dios.
Luego el libro describe la visita de Enoc al cielo en forma de una visión, y sus revelaciones. Una parte significativa del texto se dedica a describir los movimientos de los cuerpos celestes, en relación con el viaje de Enoc al cielo, con el objetivo de detallar el calendario base de las fiestas de la Ley.
Buena parte del libro se dedica a denunciar a los opresores y reyes de la tierra y anuncia su derrota final: «Este castigo con que son castigados los ángeles es un testimonio para los reyes y los poderosos que poseen la superficie de la Tierra» (67:12; 2Pedro 2:4). «Desgracia para los que edifican la iniquidad y la opresión y cimientan sobre el fraude, porque serán derrumbados de repente y no habrá paz en ellos... Habrá un cambio... los justos serán victoriosos» (50:1-2). «Desgracia para vosotros ricos, porque os confiáis en vuestras riquezas, seréis privados de ellas» (94:6-8).
Se encuentra una referencia a los Vigilantes en el Libro de Daniel 4, 17: "Es la sentencia dictada por los Vigilantes, la cuestión decidida por los Santos, para que sepa todo ser viviente que el Altísimo domina sobre el reino de los hombres: se lo da a quien le place y exalta al más humilde de los hombres."
El Libro de Enoc asume la continuidad del discurso de los profetas y anticipo del mensaje cristiano, enfatizando en la venida del Hijo del Hombre. Es una expresión de la literatura apocalíptica como esperanza de los humildes.

## Los cristianos y el Libro de Enoc
Este libro se cree que fue muy apreciado por parte de los primeros cristianos, a partir de la referencia de la epístola de Judas 1:14-16, que cita un pasaje del Libro de Enoc (1 Enoc, 1, 9);  la referencia en 2Pedro 2:4; y la Epístola de Bernabé (16:4), que cita como Escritura un versículo (1 Enoc 89:56) y en 4:3 se refiere a 1 Enoc 80:2. Muchos Padres de la Iglesia y cristianos destacados como Justino Mártir (100-165), Atenágoras (170), Taciano (110-172), Ireneo (130-208), Orígenes, Clemente de Alejandría (150-220), Tertuliano (160-230), Lactancio (260-325), Metodio de Filipo, Minucio Félix, Comodiano y Cipriano de Cartago se refieren al libro o lo citan en sus obras. Un defensor de este libro fue el obispo Prisciliano, quien fue el primer cristiano condenado a muerte y ejecutado por cristianos por supuesta herejía, en 385.
Referencias a Enoc se encuentran en múltiples versículos del Nuevo Testamento v.g., pero no directamente al escrito que lleva su nombre Mateo 3:12, 5:4-12, 11:28, 13:31-32, 24:14, 24:27, 26:64; Marcos 13:24-27, Marcos 14:21, Marcos 14:62; Lucas 1:52, Lucas 2:13-14, Lucas 6:24, Lucas 9:35,16:13, Lucas 16:23-31, Lucas 24:36; Juan 3:20; 1Corintios 6:2-3; Efesios 3:18,5:13; Filipenses 1:18; 2 Tesalonicenses 2:2; 1Pedro 3:19-20; Judas 1:6; Apocalipsis 3:17, Apocalipsis 6:10, Apocalipsis 8:2, Apocalipsis 12:16, Apocalipsis 16:14, Apocalipsis 19:19, Apocalipsis 20:1-3, Apocalipsis 21:23-24.
Mientras que la mayoría de los estudiosos creen que la actitud de Judas hacia el Libro de Enoc es positiva, algunos otros consideran que es ambigua. Algunos han preguntado por qué el autor de la epístola de Judas usó la frase "blasfeman de las majestades angélicas" (Judas 1:8) porque si la historia de los pecados de los ángeles, como se describe en el Libro de Enoc, es verdad, ¿Por qué es una "difamación", una "calumnia"? En realidad, la carta de Judas adopta el punto de vista de 1 Enoc sobre los ángeles caídos:

A los ángeles que no guardaron su dignidad, sino que abandonaron su propio hogar, los ha guardado bajo oscuridad, en prisiones eternas, para el juicio del gran día.
Judas 1:6

Sin embargo, 1 Enoc fue definitivamente apartado del canon tras el Concilio de Laodicea, en 364. En algún momento posterior, la versión griega del libro se perdió (el último en citar pasajes del libro fue el monje bizantino Jorge Syncellus, en el siglo VIII). Es muy posible que la traducción al ge'ez se hubiese realizado en el siglo VI, una época de gran actividad en la iglesia etíope, durante la cual se tradujeron numerosos textos religiosos.
Dado por perdido en Occidente desde el siglo IX, cuando fue citado ampliamente en la Cronografía de George Syncellus, en 1773 el famoso viajero James Bruce llevó desde Abisinia a Europa tres copias de la obra, una de las cuales fue consignada a la Biblioteca Nacional de París, otra donada a la Biblioteca Bodleiana de Oxford, y de la tercera se dice que está en manos de francmasones de rito escocés. Uno de los manuscritos fue traducido al inglés en 1821 por Richard Laurence; en 1891 y 1912 se realizaron nuevas ediciones, con base del mayor conocimiento del texto, y es muy conocida la última, publicada por Robert Henry Charles en 1913. Una edición completa de los escritos relacionados con el Libro de Enoc, incluidos los últimos hallazgos en Qumrán, fue realizada por el erudito católico Józef Milik en 1976.

## Argumentos para excluir el Libro de Enoc de las versiones de la Biblia
A pesar de contar con una relevante antigüedad (incluso mayor a la de los cuatro evangelios canónicos del Nuevo Testamento), la mayoría de los cánones cristianos no incluyen el Libro de Enoc, y este es considerado un libro apócrifo, sin embargo no pierde validez histórica o de referencia. Probablemente su autoría provenga de los siglos II y I a. C. El libro del Génesis sobre Enoc relata lo siguiente: hijo de Jared; nació cuando su padre tenía sesenta y dos años, y fue el séptimo hombre en la línea genealógica desde Adán. A los ciento sesenta y cinco años llegó a ser padre de Matusalén, y después tuvo otros hijos. 
Los testigos de Jehová creen que Enoc, según la Biblia, formó parte de la “nube de testigos tan grande” que fueron ejemplos sobresalientes de fe en tiempos antiguos. “Enoc siguió andando con el Dios verdadero.” (Gé 5:18, 21-24; Heb n:5; 12:1.) Como profeta de Jehová, predijo la venida de Dios con sus santas miríadas para ejecutar juicio contra los irreverentes (Jud 14, 15), (Sobre Jud 14, 15 creen que si bien posiblemente Judas se basó en el Libro de Enoc, hay otra posibilidad de que Judas, obtuvo la información por "inspiración divina" por parte del mismo Jesús, quien presenció aquellos acontecimentos desde el cielo; otra posibilidad que también alegan fue que tanto lo que dijo Judas como en el Libro de Enoc pudo haberse basado en un escrito antiguo que hoy día no existe, pero son especulaciones que alegan) y este quizás fue el motivo por el que se le persiguió. Sin embargo, si fue perseguido, Dios no permitió que sus opositores lo matasen, de modo que “lo tomó”, es decir, interrumpió su vida a los 365 años, edad muy inferior a la normal de la época. La Biblia dice que Enoc fue “trasladado para que no viera la muerte” (Heb.11:5), lo que puede significar que Dios lo introdujo en un trance profético durante el que interrumpió su vida, de modo que no llegó a experimentar los dolores de la muerte. (Gé 5:24; Heb 11:5, 13.). En vista de las claras palabras de Jesús en Juan 3:13, se prueba que Enoc no fue llevado al cielo, sino que, tal vez como en el caso de Moisés, Jehová (Yahveh) hizo desaparecer su cuerpo, de manera que “nadie sabe donde está”. (Dt 34:5, 6; Jud 9.).

### Identificación mesiánica.
Al igual que los capítulos 7-12 del libro de Daniel, el libro de Enoc (o 1 Enoc) fue escrito en un contexto apocalíptico judío; tradicionalmente, algunos cristianos han interpretado profecías enoquianas como referentes a Jesucristo, sin embargo, estas interpretaciones son incorrectas, ya que el libro de Enoc identifica al mismo Enoc como la figura mesiánica del hijo del hombre, que aparece en Daniel capítulo 7. El texto dice en 1 Enoc 71:14 refiriéndose a Enoc:
Tú eres el Hijo del Hombre que naciste para la justicia, y la justicia mora en ti, y la justicia del Cabeza de los Días no te abandonará"
Es importante mencionar que algunas traducciones, como algunas basadas en la traducción inglesa de R. H. Charles cambian 'tú eres el hijo del hombre' por algo similar a 'este es el hijo del hombre', como si estuviera profetizando a un mesías futuro desconocido. Sin embargo, la traducción 'tú eres el hijo del hombre' es la más correcta. 

### Sobre la cita en la carta de Judas
Quienes niegan que Judas cite el Libro de Enoc, afirman que solo el libro bíblico de Judas contiene las palabras proféticas de Enoc: “¡Miren! Yahveh vino con sus santas miríadas, para ejecutar juicio contra todos, y para probar la culpabilidad de todos los impíos respecto a todos sus hechos impíos que hicieron impíamente, y respecto de todas las cosas ofensivas que pecadores impíos hablaron contra Él” (Judas 14, 15). 
La palabra de Dios no revela cómo llegó a conocer Judas la profecía de Enoc. Se suele argumentar que tal vez él citara simplemente de una fuente común, una tradición acreditada de gran antigüedad. Es evidente que Pablo hizo algo similar cuando identificó por nombre a Janes y Jambres, quienes, si no fuera porque él los mencionó, seguirían siendo los magos anónimos de la corte de Faraón que se opusieron a Moisés. Quienes niegan que Judas cite el Libro de Enoc argumentan también que si el escritor del Libro de Enoc tuvo acceso a una antigua fuente de esta clase, ¿por qué no podía tenerlo Judas? Aunque se acepta la afirmación de Judas, no se incluye dentro del canon bíblico el Libro de Enoc.

### Tertuliano
Tertuliano en su libro "Sobre la vestimenta de las mujeres" capítulo 3 escribe lo siguiente: Soy consciente de que la Escritura de Enoc, que ha asignado este orden (de acción) a los ángeles, no es recibida por algunos, porque tampoco está admitida en el canon judío.
Aquí Tertuliano nos informa que algunos cristianos ortodoxos de su época no aceptan el Libro de Enoc junto a los judíos.

## Traducciones
Entre las traducciones existentes están las siguientes:
Hebreo
- Lazarus Goldschmidt (1892).

En inglés
- Rev George H Schodde (1882).
- Richard Laurence (1821 y 1883).
- Robert Henry Charles (1893, 1906 y 1913), edición crítica.
- George W. E. Nickelsburg (1934).
- Michael Anthony Knibb (1978), con introducción y comentarios.
- Hedley Frederick Davis Sparks (1984).
- David Roberts Versión Mesiánica.
- James Scott Trimm Versión Mesiánica (2008).
- Joseph B. Lumpkin (2009).

Francés
- François Martin, "Le Livre d'Enoch" (1906).

Español
- Federico Corriente y Antonio Piñero (1982), con introducción analítica y notas.
- Gonzalo Aranda (1984).
- Florentino García Martínez (1992): solo los fragmentos encontrados en Qumrán.
- Juli Peradejordi (1995).
- Fermín Navascuez (2005).
- Editorial J.O.P (2023): traducción completa.